# Minefields
«Minefields» es una canción de la cantautora marroquí-canadiense Faouzia y el cantautor estadounidense John Legend. Fue lanzada como sencillo digital el 5 de noviembre de 2020 a través de Atlantic Records y Artist Partner Group. La canción fue escrita por Faouzia, Charlie Puth, Ali Tamposi, Johnny Goldstein, Sam Martin, Jeff Halatrax y J-kash. El video musical se estrenó el 28 de enero de 2021 a través del canal oficial de YouTube de Faouzia.

## Antecedentes y lanzamiento
El 1 de noviembre de 2020, Faouzia anunció «Minefields» con su portada original y fecha de lanzamiento, al igual que la participación de John Legend en la canción, a través de su cuenta de Instagram. El 2 y 4 de noviembre de 2020, también publicó en su cuenta de Instagram extractos de la canción. La canción fue lanzada el 5 de noviembre de 2020 como un sencillo digital a través de Atlantic Records y Artist Partner Group. Fue escrita por Faouzia, Charlie Puth, Ali Tamposi, Johnny Goldstein, Sam Martin, Jeff Halatrax y J-kash.

## Video musical
El 22 y 24 de enero de 2021, Faouzia publicó adelantos de la grabación del videoclip de «Minefields» a través de su cuenta de Instagram. El 25 de enero de 2021, anunció la fecha de lanzamiento del videoclip. El videoclip se estrenó el 28 de enero de 2021 a través del canal oficial de YouTube de Faouzia y fue dirigido por Kyle Cogan. El video muestra a Faouzia y a Legend tocando pianos en el agua y en un campo.

## Posicionamiento en listas
| Listas (2020–2021)                             | Mejor posición |
| ---------------------------------------------- | -------------- |
| Bélgica (Ultratip Valonia)                     | 44             |
| Canadá (Billboard Canadian Digital Song Sales) | 45             |
| Francia (SNEP)                                 | 43             |